# لويس جيراردو فينيغاس
لويس جيراردو فينيغاس (بالإسبانية: Luis Venegas)‏ هو لاعب كرة قدم مكسيكي في مركز الدفاع، ولد في 21 يونيو 1984 في مدينة سان لويس بوتوسي في المكسيك. شارك مع منتخب المكسيك لكرة القدم. أما مع النوادي، فقد لعب مع طوروس نيزا ونادي أتلانتي ونادي أطلس ونادي تشياباس ونادي سان لويس.

## وصلات خارجية
- لويس جيراردو فينيغاس على موقع قاعدة بيانات كرة القدم.إي يو (الإنجليزية)
- لويس جيراردو فينيغاس على موقع ناشيونال فوتبول تيمز (الإنجليزية)
- لويس جيراردو فينيغاس على موقع Soccerway.com (الإنجليزية)
- لويس جيراردو فينيغاس على موقع AS.com (الإسبانية)